# Uranoscopus kaianus
Uranoscopus kaianus — риба родини зіркоглядових, поширена в західній Пацифіці біля берегів Індонезії та Австралії. Морська тропічна демерсальна риба, що сягає 22 см завдовжки. Це придонна риба, що мешкає на глибині до 230 м.